# Osamine

Une osamine : la glucosamine.

Les osamines (ou sucres aminés) sont des oses dont une fonction alcool (-OH) a été substituée par une amine (-NH2).
Les osamines les plus répandues sont les hexosamines, dérivés du glucose ou du galactose par substitution sur le carbone C2. 
La plus connue est la glucosamine obtenu à partir du glucose, par la même substitution on obtient la galactosamine ou la mannosamine, à partir du galactose ou du mannose.
La méglumine (1-déoxy-1-(méthylamino)-D-glucitol) quant à elle est dérivée du sorbitol dans lequel le groupe hydroxyle en position 1 est remplacé par un groupe méthylamine. 
Lorsque le groupement aminé a été acétylé (amidification par l'acide acétique) on obtient les N-Acétyl-osamine comme la N-acétylgalactosamine ou la N-acétylglucosamine.
Les osamines cumulent les propriétés des oses (réducteurs, formation de cycle, etc.) et des amines (basique).
On les trouve dans :
- les polymères (chitine, chitosan)
- les parois des cellules (muréine)
- les glycoprotéines